# Драмогерменевтика
Драмогерменевтика — авторская методика преподавания А. М. Букатова, которое характеризуется соединением групповой работы, ориентированной на детей театральной педагогики и практических навыков распознавания текста из герменевтики. Согласно данной методики, ученики должны сформировать собственный образ изучаемого материла путем свободной творческой импровизации. В ходе индивидуального анализа ученики должны освоить текст путем его аналитического осмысления, в ходе которого выявляются не только знакомые моменты, но и странные на первый взгляд элементы, углубленный анализ которых позволяет выявить более глубокие смысловые пласты текста.
По мнению доктора педагогических наук Ирины Осмоловской, методика Букатова позволяет более успешно развивать интеллектуальные и эмоциональные способности обучающихся за счет замены механистических методов заучивания гуманистической ориентацией на обучающихся.

## Элементы методики
А. М. Букатов выделяет следующие элементы своей методики.
1. Строго регламентированное общение учеников на уроке заменяется свободной импровизацией в виде театрального выступления. При этом даже ученики, остающиеся в роли зрителей театрального выступления, не только анализируют, но и участвуют в чужих импровизациях.
2. Благодаря своим активным действиям ученики в ходе урока формируют свое собственное понимание изучаемого материала.
3. Динамичность театральной постановки, когда активно меняются позы, а также места участников выступления на сцене.
Драмогерменевтика основана на индивидуальности понимания смыслов (когда каждый учащийся имеет свою интерпретацию текста), обживания (когда в новом тексте сначала находятся знакомые элементы и только потом начинается изучение остальных частей) и нахождение странностей (когда нелепые, абсурдные или странные части текста подвергаются глубокому анализу, в ходе которого выявляются новые, более глубокие смысловые пласты с объяснением выявленных странностей).

## Практическое применение
Осмоловская И. М., Иванова Е. О., Кларин М. В., Сериков В. В. и Алиев Ю. Б. рассматривают практическое применение методики на примере изучения стихотворения А. С. Пушкина «Узник».
На первом этапе дети выбирают сцену для театральной постановки. Учащиеся выбирали три варианта сцены.
1. Узник в темнице через решетку в окне видит улетающего вдаль орла.
2. Узник тоже смотрит наружу, но орел в тюремном дворике прикован цепью к стене и клюет мясо.
3. Появляется два орла — один сидит в камере, другой летает на свободе.
На втором этапе дети выявляют странности текста и обсуждают варианты их толкования. Детей с общими взглядами объединяют в группы, каждая из которых должна обосновать свою трактовку текста о месте расположения героев, нахождения орла в камере или снаружи, прикованности орла или его свободы. Обоснование должно ссылаться на примере из реальной жизни, сцен из фильмов или цитат из книг. Например, нахождение орла в камере обосновывается обычаем держать в неволе орлов для соколиной охоты.
Затем идет обсуждение и анализ каждого предложения стихотворения для выявления странностей художественных образов, в ходе которого обучающиеся развивают способности к выявлению авторской позиции и опровержению собственных фантазий. Например, фраза «сижу за решеткой» обсуждается в контексте героя, который сидит, места, где он сидит, а также адресата и цели его обращения. Фраза «вскормленный в неволе» обсуждается в парадигме парадокса сытости орла в неволе и его стремлении сбежать на волю. Фраза «кровавую пищу клюет и бросает» обсуждается в определении героя, который клюет пищу, причины отказа от употребления в пищу данной еды и мечты о воле.
На третьем этапе учащиеся должны выработать свое видение текста, для чего могут использовать устное выступление или театральную постановку. В рассматриваемом случае каждому учащемуся предлагается прочитать стихотворение Пушкина с оптимальной по его мнению интонацией: с пафосом, обычным голосом, крича или наоборот равнодушно. Каждую интонацию ученик должен обосновать мотивами героя, который думает о месте, привык к заключению или планирует самоубийство. Затем идет обсуждение достоинств и недостатков каждой интерпретации текста, в ходе которой ученики более глубоко понимают отстаиваемый ими индивидуальный взгляд на произведение.
Сама методика не является жестко зафиксированным регламентом, а, напротив, дает возможность каждому учителю выдвинуть свой вариант театрального представления темы урока.
При этом сам автор считает свою методику пока еще не до конца доработанной, чтобы считать ее новой технологией.

### Отзывы
- Ирина Осмоловская. Дидактика: от классики к современности. — Litres, 2022.
- Осмоловская И.М., Иванова Е.О., Кларин М.В., Сериков В.В., Алиев Ю.Б. Дидактическое моделирование инновационных образовательных практик. — Институт стратегии развития образования Российской академии образования (Москва), 2019. — С. 77—80. — 226 с. — ISBN 978-5-907155-89-3.

### Публикации автора
- Букатов В.М. Драмо/герменевтика: основные положения // Магистр.- 1994.- № 3.- С. 2-10
- Букатов В. М., Ершова А. П. Социо-игровой стиль обучения и драмогерменевтика: [Глава 7] // А. П. Ершова, В. М. Букатов. Режиссура урока, общения и поведения учителя.- 4-е изд., перераб. и дополн.- М.: Московский психолого-социальный институт, Флинта, 2010.- С. 181—218. — ISBN 978-5-89349-969-8 (Флинта).
- Букатов В.М. Тайнопись «бессмыслиц» в поэзии Пушкина: Очерки по практической герменевтике. — М.: Московский психолого-социальный институт, Флинта, 1999. — 128 с.: ил.— ISBN 5-89349-488-1 (Флинта).
- Букатов В.М. ДРАМО/ГЕРМЕНЕВТИКА КАК ИННОВАЦИОННОЕ ЗВЕНО В СОВРЕМЕННОМ РАЗВИТИИ ОТЕЧЕСТВЕННОЙ ДИДАКТИКИ // Вестник Тверского государственного университета. Серия: Педагогика и психология. — 2015. — № 3.- С. 128—139.— ISSN 1999-4133.
- Букатов В.М. О конгруэнтности педагога, его «защитных мотивах» и повседневной «режиссуре урока» // Новое в психолого-педагогических исследованиях. — 2015.- № 1. — С. 48-64.— ISSN 2072—2516.
- Букатов В.М. О таблице-бабочке социо-игрового стиля обучения и драмо/герменевтической повседневности // В. М. Букатов, А. П. Ершова. НЕСКУЧНЫЕ УРОКИ: ОБСТОЯТЕЛЬНОЕ ИЗЛОЖЕНИЕ СОЦИО/ИГРОВЫХ ТЕХНОЛОГИЙ ОБУЧЕНИЯ: Пособие для учителей физики, математики, географии, биологии и химии. — Санкт-Петербург, 2013.- С. 198—241.— ISBN 978-5-906423-01-6.